# 富永政家
富永 政家（とみなが まさいえ）は、戦国時代の武将。後北条氏の家臣。江戸城将・江戸衆寄親を務めた。

## 生涯
天文23年（1554年）後北条氏家臣の富永直勝の嫡子として誕生したとされる。永禄7年（1564年）の国府台合戦で直勝が戦死したため、家督を継いだ。江戸城と栗橋城の城代を務め、伊豆の西土肥 7 ヶ村のほか妻良・加納両村、武蔵牛島村、上総勝村など1383貫を領し、軍事中心の役割を担ったとされる。
永禄12年（1569年）に当時在番していた岩付城から直接、滝山城の守備を命じられている。年代は不明だが、菩提寺として伊豆土肥に清雲寺を創建した。
天正18年（1590年）の小田原合戦では韮山城に加勢して、籠城した。戦後は流浪の身になり、奥州へと落ち延びたとされる。慶長12年（1607年）7月12日死去。嫡子の富永直則は徳川家康に仕え、慶長5年（1600年）の関ヶ原の戦いに従軍した。